# A Preferred List
A Preferred List ist ein 1933 entstandener und von Louis Brock für RKO Pictures produzierter Comedy–Kurzfilm.
Der Film ist ein sogenannter Pre-Code-Film, der vor dem Hays Code, den Zensur- und Produktionsrichtlinien für US-Filme, produziert wurde.

## Hintergrund
Der Film wurde am 6. Oktober 1933 in den USA uraufgeführt. Hauptdarsteller Ken Murray sammelte bereits Anfang des 20. Jahrhunderts Erfahrungen als Entertainer in Vaudeville-Unterhaltungstheatern und war später auch als Regisseur, Produzent und Drehbuchautor tätig. Seine Partnerin Dorothy Lee hatte ebenfalls Erfahrungen als Schauspielerin und Sängerin im Vaudeville und spielte zwischen 1929 und 1941 in etwas mehr als dreißig Filmen mit.

## Auszeichnungen
Bei der Oscarverleihung 1934 war der Film für den Oscar für den besten Kurzfilm (Comedy) nominiert, unterlag aber dem ebenfalls von Louis Brock produzierten Comedy-Kurzfilm So This Is Harris!.